# Кубок Іраку з футболу 2021—2022
Кубок Іраку з футболу 2021-22 — 32-й розіграш кубкового футбольного турніру в Іраку. Титул володаря кубка вперше здобув Аль-Карх.

## Календар
| Раунд                  | Дата                | Матчі | Клуби     |
| ---------------------- | ------------------- | ----- | --------- |
| Перший раунд           | 10-13 вересня 2021  | 59    | 181 → 122 |
| Другий раунд           | 14-17 вересня 2021  | 32    | 122 → 90  |
| Третій раунд           | 19-22 вересня 2021  | 16    | 90 → 74   |
| Третій раунд (плей-оф) | 24-30 вересня 2021  | 4     | 74 → 70   |
| Четвертий раунд        | 7-12 жовтня 2021    | 22    | 70 → 48   |
| П'ятий раунд           | 12-19 жовтня 2021   | 11    | 48 → 37   |
| Шостий раунд           | 15-17 жовтня 2021   | 4     | 37 → 33   |
| Шостий раунд (плей-оф) | 19 жовтня 2021      | 1     | 33 → 32   |
| 1/16 фіналу            | 9-11 листопада 2021 | 16    | 32 → 16   |
| 1/8 фіналу             | 4-5 грудня 2021     | 8     | 16 → 8    |
| 1/4 фіналу             | 12-13 червня 2022   | 4     | 8 → 4     |
| 1/2 фіналу             | 28 червня 2022      | 2     | 4 → 2     |
| Фінал                  | 16 липня 2022       | 1     | 2 → 1     |

## 1/8 фіналу
| Команда 1      | Рахунок      | Команда 2              |
| -------------- | ------------ | ---------------------- |
| 4 грудня 2021  |              |                        |
| Аль-Карх       | 2:1          | Діяла (2)              |
| Аль-Наджаф     | 0:2          | Аманат (Багдад)        |
| Ербіль         | 0:0 пен. 4:3 | Аш-Шурта               |
| Нафт Аль-Васат | 1:1 пен. 1:4 | Заху                   |
| 5 грудня 2021  |              |                        |
| Невроз         | 0:2          | Аль-Кахраба            |
| Аль-Сулаїх (2) | 1:2          | Масафі Аль-Джунооб (2) |
| Аль-Касім      | 0:1          | Аль-Завраа             |
| Нафт Аль-Басра | 1:1 пен. 3:5 | Аль-Кува Аль-Джавія    |

## 1/4 фіналу
| Команда 1      | Рахунок      | Команда 2              |
| -------------- | ------------ | ---------------------- |
| 12 червня 2022 |              |                        |
| Аль-Кахраба    | 0:0 пен. 4:2 | Аманат (Багдад)        |
| 13 червня 2022 |              |                        |
| Аль-Карх       | 1:1 пен. 5:3 | Ербіль                 |
| Заху           | 2:0          | Масафі Аль-Джунооб (2) |
| Аль-Завраа     | 2:1          | Аль-Кува Аль-Джавія    |

## 1/2 фіналу
| Команда 1      | Рахунок | Команда 2 |
| -------------- | ------- | --------- |
| 28 червня 2022 |         |           |
| Аль-Кахраба    | 2:0     | Заху      |
| Аль-Завраа     | 0:1     | Аль-Карх  |

## Фінал
| 16 липня 2022 20:00 (EEST) |

| Аль-Карх                  | 2:1      | Аль-Кахраба    |
| ------------------------- | -------- | -------------- |
| Обеїс 54' Абдулкареем 60' | Протокол | Абдул-Амір 15' |

| Стадіон «Аль-Мадіна», Багдад Арбітр: Моханад Кассім |